# Badische Bergstraße

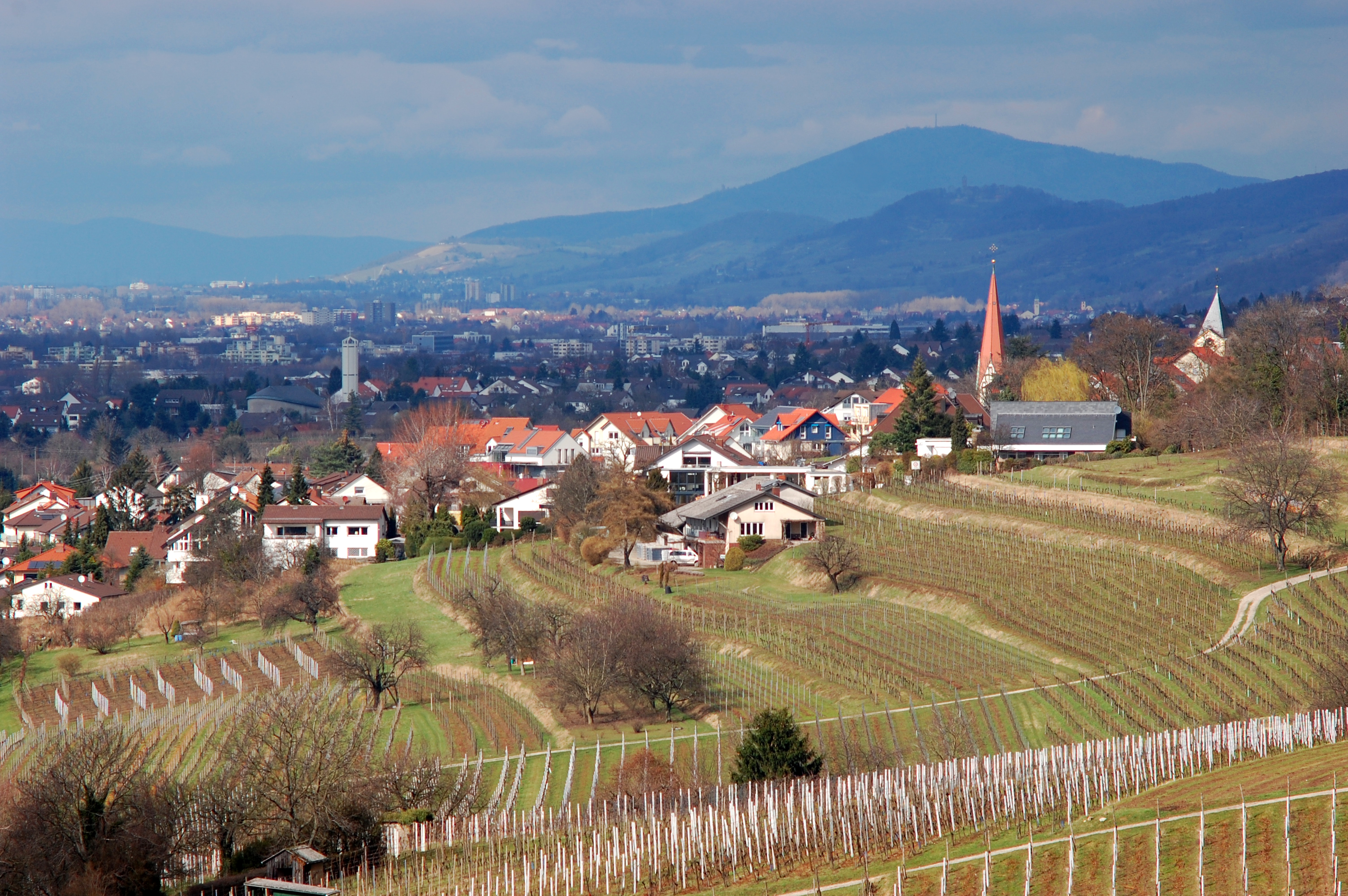
Badische Bergstraße, Weinberg zwischen Schriesheim und Hirschberg an der Bergstraße

Der Bereich Badische Bergstraße  ist der im Norden Baden-Württembergs gelegene Weinbaubereich des Weinbaugebietes Baden. Er ist Teil der Bergstraße im Rhein-Neckar-Kreis und gehört seit 1971 zum Weinbaugebiet Baden.
Bis 1971 bildete die Badische Bergstraße zusammen mit der Hessischen Bergstraße das Weinbaugebiet Bergstraße.

## Lage
Die Badische Bergstraße zieht sich südlich von Heppenheim im Landkreis Bergstraße in Hessen, am Westhang des Odenwaldes und der Oberrheinischen Tiefebene, von Laudenbach bis Wiesloch hin. Zusammen mit der Hessischen Bergstraße bildet sie die Bergstraße, die sich von Darmstadt in Hessen bis nach Wiesloch in Baden-Württemberg erstreckt.
Das bekannte milde Klima der Bergstraße, die auch als Riviera Deutschlands bezeichnet wird, ist für den Weinbau besonders förderlich. Hinzu kommen die für die Reben günstigen Böden. Das Gelände ist stark zerklüftet und hat viele Steillagen. Als blühender Garten zeigt sich die Bergstraße zum Frühlingsanfang, wenn Kirsch-, Pfirsich- und Mandelbäume aus dem Winterschlaf erwachen.

## Geschichte
Der Weinbaubereich Badische Bergstraße ging 1971, durch Änderung des Weingesetzes, aus dem ehemaligen Weinbaugebiet Bergstraße hervor. Das Weinbaugebiet Bergstraße verlor den badischen Teil seines Anbaugebietes und heißt seitdem "Hessische Bergstraße". Knapp die Hälfte der ursprünglichen Anbaufläche ging an Baden. Durch Umstrukturierungsmaßnahmen in Baden wurde die Badische Bergstraße als einer von neun Weinbaubereichen dem Weinbaugebiet Baden angegliedert.
Mit dem Weinbau an der Bergstraße begannen vermutlich die Römer vor etwa 2.000 Jahren. Urkundlich wird der Weinbau erstmals im 8. Jahrhundert im Lorscher Codex (Codex Laureshamensis) erwähnt.

## Fläche und Ertrag
Die Ertragsrebfläche beträgt 396 Hektar (Stand 2004) und ist damit kleiner als die der benachbarten Hessischen Bergstraße. Schriesheim ist der größte Weinbauort an der Badischen Bergstraße.

## Lagen und Rebsorten
Die Badische Bergstraße ist einer der nördlichsten Weinbaubereiche des Weinbaugebietes Baden. In der von Burgen geprägten Landschaft rund um Heidelberg sind es vor allem der Riesling und der Silvaner, die hier eine besondere Wertschätzung erfahren. Aber auch die weißen Burgundersorten Weißburgunder und Grauburgunder können wegen der vielen Sonnentage gut ausreifen und bringen so fruchtbetonte und finessenreiche Weine hervor.
Der Weinbaubereich hat die Großlage Rittersberg mit 12 Lagen:
- Laudenbacher Sonnberg, Hemsbacher Herrnwingert, Lützelsachsener Stephansberg, Hohensachsener Stephansberg, Großsachsener Sandrocken, Leutershausener Kahlberg, Leutershausener Staudenberg, Schriesheimer Madonnenberg, Schriesheimer Staudenberg, Schriesheimer Schlossberg, Schriesheimer Kuhberg, Dossenheimer Ölberg

## Veranstaltungen
Am ersten Wochenende im März beginnt in Schriesheim traditionell der bekannte Schriesheimer Mathaisemarkt. Er ist das erste große Frühlings- und Weinfest an der Bergstraße. Bekannt wegen ihrer Sehenswürdigkeiten ist die Zwei-Burgen-Stadt Weinheim mit zahlreichen Veranstaltungen.